# Jakub Kern
Blahoslavený Franz Alexander Kern (11. dubna 1897 – 20. října 1924), známý také pod svým řeholním jménem Jakob (česky Jakub Kern), byl rakouský římskokatolický kněz, člen premonstrátského řádu. Během první světové války sloužil Kern jako voják rakousko-uherských ozbrojených sil a utrpěl hrozivá zranění, která mu po zbytek života ztěžovala zdravotní stav a která mu často bránila ve studiu. Pěstoval v sobě intenzivní úctu k eucharistii – pro kterou byl známý – a často se nacházel v neustálé eucharistické adoraci.
Kern byl blahořečen 21. června 1998 ve Vídni během apoštolské návštěvy papeže Jana Pavla II. v Rakousku.

## Život

### Dětství a seminář

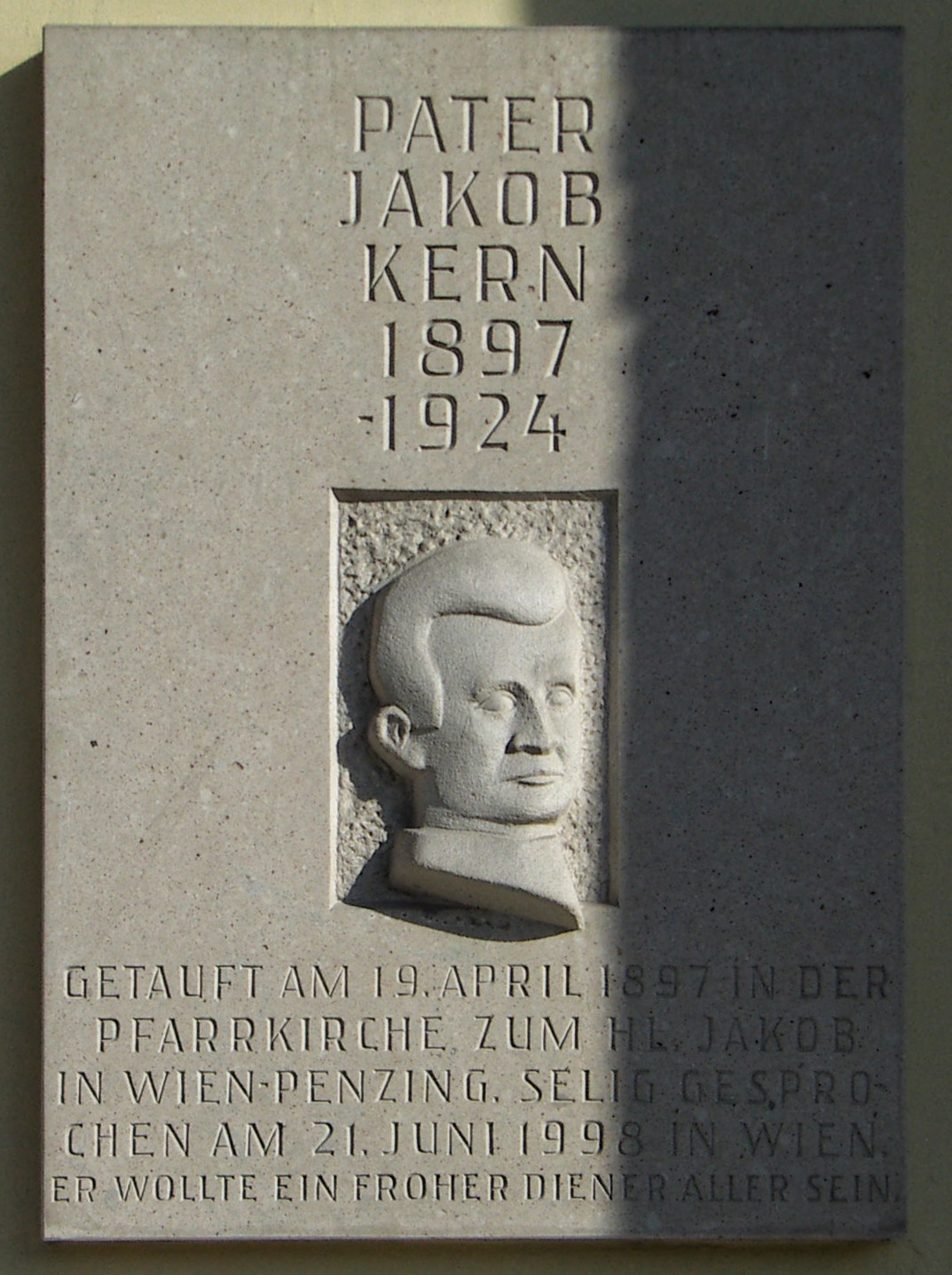
Pamětní deska na farním kostele v Penzingu

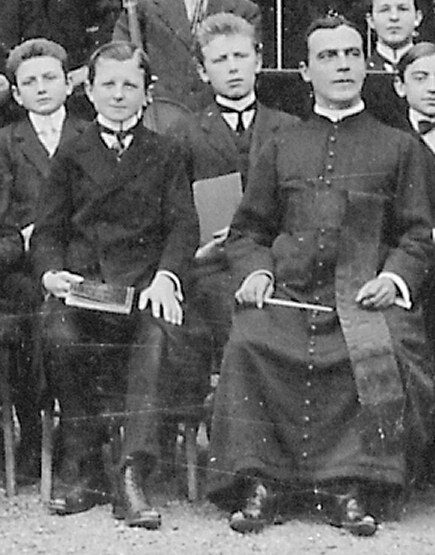
Kern v roce 1912 se svým učitelem Franzem Lehnerem

Franz Alexander Kern se narodil 11. dubna 1897 ve Vídni manželům Franzi (Františkovi) a Anně Kernovým na Breitenseerstrasse 56. Měl starší sestry Rózu a Hermínu. Otec byl vyučený zahradník a pracoval jako vrátný a noční hlídač v lyžařském klubu. Jedna ze sester se stala řeholnicí. Pokřtěn byl 19. dubna 1897 v místním farním kostele, přičemž jeho dvě jména byla jména jeho otce a kmotra Alexandra Kerna.
Jeho matka v době těhotenství byla na pouti v Enzersdorfu, kde vyprošovala u Panny Marie ochranu pro své nenarozené dítě. Zde slíbila, že pokud bude mužského pohlaví, bude prosit Ježíše Krista, aby ho povolal ke kněžství. Kernova matka zemřela v roce 1919 a na smrtelné posteli svému synovi řekla o slibu, který dala v roce 1897.
V roce 1899 se zeptal matky, kde je jeho sestra, a ta mu odpověděla, že v kostele, a tak odešel z domu. Matka ho hledala a našla ho, jak se dívá na předměty ve výloze obchodu, které odvedly pozornost malého dítěte, když šlo hledat svou sestru. Matka ho s úlevou odvedla domů a za tento incident ho pokárala." V dětství si také rád hrál na mši, což prosáklo i na jedny konkrétní Vánoce, když mu byly buď čtyři, nebo pět let: dostal plyšového koně a vlakovou soupravu, ačkoli říkal, že chce místo toho oltář se svíčkami a květinami. Jeho kamarádem byl Aloysius Benesch, o němž se myslelo, že mu bude muset být amputována noha, a tak šel Kern do místního kostela prosit Boha, aby jeho kamarádovi ulevil: Beneschova noha se zcela uzdravila a nebylo třeba ji amputovat.
Ministroval a v období dospívání udělal soukromý slib čistoty. Rád se modlil růženec.
Kern přistoupil k prvnímu svatému přijímání v roce 1907 ve třetí třídě a poté přijal biřmování – se slzami štěstí, jak bylo pozorováno – ve čtvrté třídě v roce 1908 na slavnost Seslání Ducha svatého.
V dětství projevoval a pěstoval vroucné odhodlání stát se knězem – matka mu vštěpovala náboženskou výchovu –, a tak v 11 letech v září 1908 dostal povolení stát se seminaristou v Hollabrunnu. Právě tam se proslavil tím, že se pilně věnoval studiu a trávil volný čas před eucharistií v klanění. Jedním z jeho tamních spolužáků byl Rudolf Henz. V roce 1911 mu bylo povoleno složit sliby. V roce 1911 se také stal členem sekulárního františkánského řádu. Kern dokončil svá studia v roce 1915. 7. října 1915 byl zařazen a 15. října 1915 dobrovolně nastoupil do služby v ozbrojených silách k 59. pěšímu pluku v Salcburku. Zde si stále udržoval svou oddanost eucharistii a často se účastnil eucharistických adorací. Když se stal seminaristou, představení viděli, že nedosáhl požadovaného věku pro vstup, a tak ho nutili skládat každoročně počáteční slib, dokud 21. dubna 1912 nesložil slib poslední.

### Služba v ozbrojených silách
1. ledna 1916 se zúčastnil adorace v kostele svatého Blažeje v Salcburku a během čtyřicetihodinové pobožnosti prosil Boha, aby mu dovolil mít účast na utrpení Ježíše Krista. Zdálo se, že toto přání bylo vyslyšeno, neboť nedlouho poté byl v lednu 1916 poslán jako poručík během první světové války do jižního Rakouska a 15. května 1916 byl poslán k jižní hranici bojovat na italskou frontu. Před odjezdem na tento úkol strávil hodinu adorací v kapli ve Vöckalbrucku a později dorazil do Schlundersu v půl druhé ráno s omezeným časem na spánek. Kern si jednou během služby poranil koleno tak, že musel podstoupit operaci a poté necelý týden odpočívat na lůžku. Dne 10. září 1916 kolem půl páté ráno začala bitva mezi italskými a rakousko-uherskými ozbrojenými silami a 11. září 1916 byl během boje s italskými jednotkami zraněn poté, co mu kulka prorazila plíci, což se stalo trvalým zraněním, z něhož se již nikdy nezotavil. Kern se zotavoval v Salcburku až do roku 1917. Za svou službu byl rovněž vyznamenán medailí Za statečnost II. třídy. Dne 20. října 1917 zahájil ve Vídni teologická studia, ale později je v roce 1920 kvůli špatnému zdravotnímu stavu přerušil.
Na konci Velké války došlo v roce 1919 v nové Československé republice k církevnímu schizmatu, které se pro něj stalo srdcervoucím, a dokonce se obětoval jako živé pokání za Isidora Bogdana Zahradníka – premonstrátského kanovníka, který se odštěpil a vedl schizma.
V rakouském Waldviertelu, poblíž českých hranic 18. října 1920 vstoupil do noviciátu v premonstrátském klášteře Geras, který založil želivský opat Gottschalk. Přijal řádový hábit a jméno „Jakub“ (Jakob), po premonstrátském mučedníkovi Jakubu Lacopsovi (památka 9. července), oběšeném v Gorkumu. Po svém vysvěcení na jáhna vedl 11. července 1922 své první veřejné kázání. Brzy nato přijal 23. července 1922 ve vídeňské katedrále svatého Štěpána z rukou kardinála Friedricha Gustava Piffla kněžské svěcení. 1. srpna 1922 sloužil svou první slavnostní mši v klášteře své sestry.

### Poslední nemoc a úmrtí

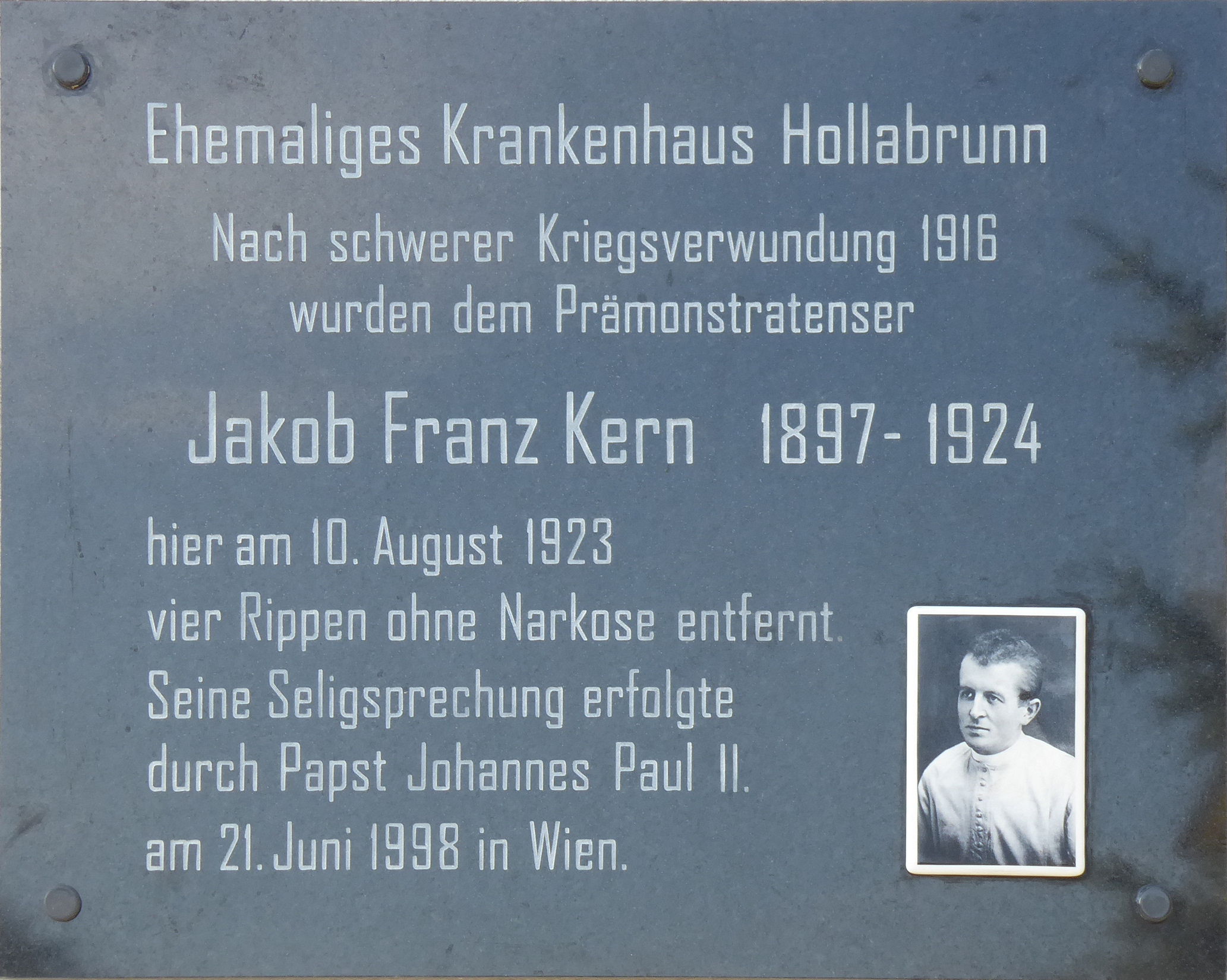
Pamětní deska v Hollabrunnu

V roce 1923 se během velikonočního období silně nachladil a prodělal několik krvácení. Lékaři později vyhodnotili Kernovo onemocnění a dospěli k závěru, že musí 10. srpna 1923 podstoupit operaci, při níž mu byla odstraněna čtyři žebra. Bylo použito lokální anestetikum, a tak musel snášet extrémní bolest a z této operace se již nikdy nezotavil, což způsobilo ještě větší zhoršení jeho zdravotního stavu - odmítal také v době odpočinku užívat léky proti bolesti. Kern se svému chirurgovi omluvil za nepříjemnosti způsobené během operace – tedy za bolest, kterou při ní cítil. Zdálo se, že se během krátkého oddechu v Meranu zotavil, ale nedlouho poté se jeho zdravotní stav rapidně zhoršil, při čemž měl záchvaty opakovaného kašle a plivání krve. Své poslední kázání pronesl 20. července 1924.
Slavnostní řeholní slib měl Kern složit 20. října 1924, ale musel se podrobit operaci – ještě před ní však složil řeholní slib. Předpověděl, že při operaci 19. října 1924 zemře: „Zítra uvidím Matku Boží a svého anděla strážného,“ řekl jedné řeholnici. Této řeholnici také řekl, jak bude v rakvi oblečen do svého hábitu, což řádovou sestru kvůli Kernově prostořekosti vyděsilo. 18. října řekl své tetě: Když ho vezli na operační sál, řekl: „V pondělí se z operace neprobudím.“ Zemřel ve vídeňské všeobecné nemocnici během zvonění poledních zvonů Anděl Páně 20. října 1924. Během zákroku mu nemocniční kaplan udělil poslední pomazání. Jeho pohřeb se konal 22. října ve 13:30 a 25. října v 10 hodin byla sloužena slavnostní zádušní mše, které předsedal opat Emilian Greisl.

### Exhumace
Jeho ostatky byly exhumovány 26. září 1956, přičemž jeden kněz, který ho znal, je spatřil a zvolal: „To je on! Ano, je to on!“ Kosterní pozůstatky nebylo možné vyzdvihnout vcelku, protože kosti se při otevření rakve rozpadly, navíc spodní část rakve byla zkorodovaná. Jeho ostatky měly stále zbytky masa na kostech, kromě toho se na některých částech lebky nacházela kůže a vlasy. Jeho pravá ruka byla stále spojena s dolní částí paže a byla zachována až k zápěstí včetně nehtů a šlach.

## Beatifikace

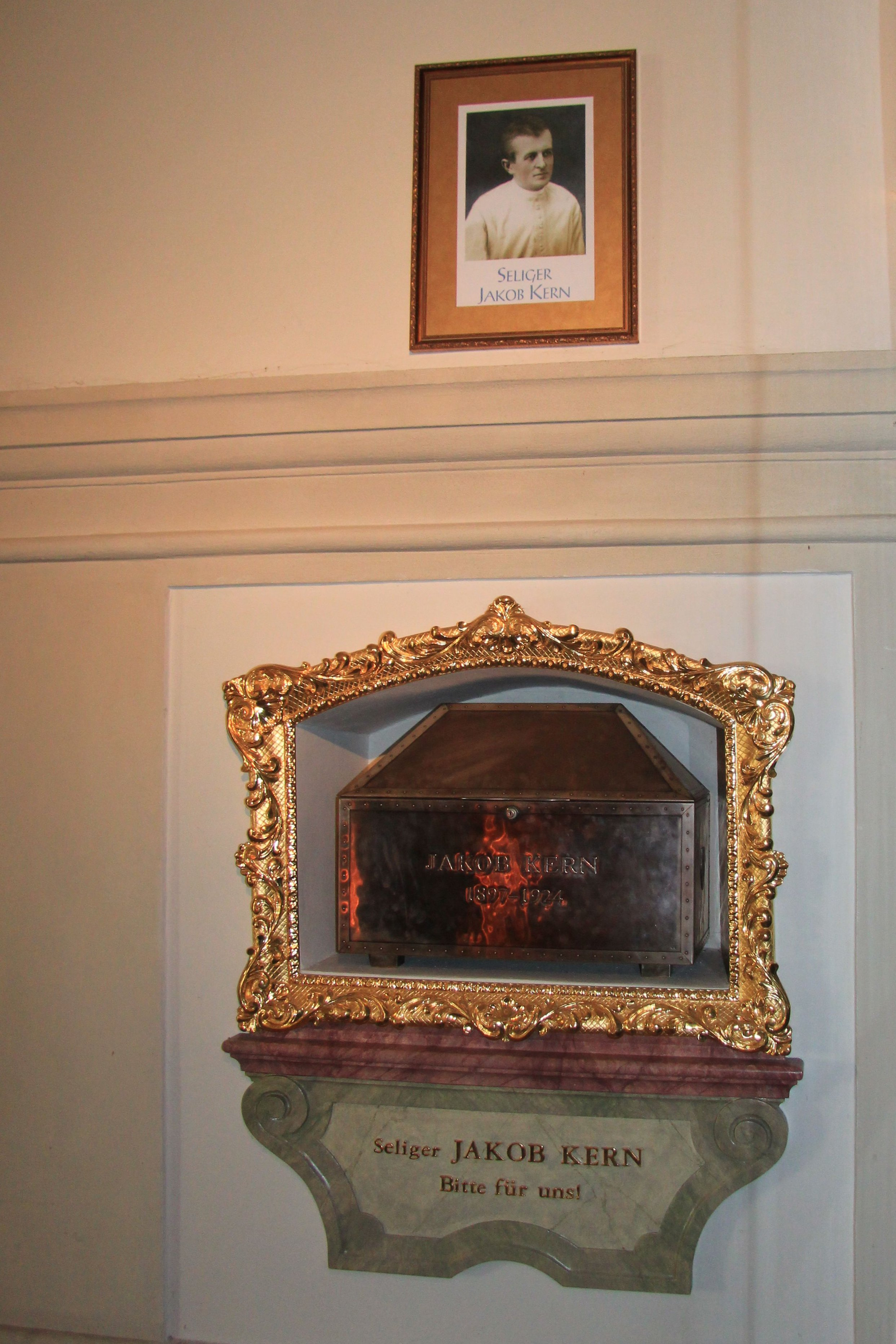
Ostatky

Formální žádost o zahájení kanonizačního procesu byla podána 15. listopadu 1956 na Kongregaci pro obřady v Římě, která povolila jeho zahájení ve Vídni, kde metropolitní arcibiskup Franz König 18. března 1958 zahájil diecézní proces a před svým odchodem do důchodu v roce 1985 dohlížel na jeho ukončení.
Formální uvedení do kauzy přišlo 2. července 1985 poté, co byl Kern titulován jako služebník Boží a Kongregace pro kauzy svatých vydala oficiální „nihil obstat“ („nic proti“ kauze). Později, 4. června 1993, C.C.S. potvrdila diecézní proces a nedlouho poté, v roce 1993, obdržela oficiální spis Positio. Teologové vydali svůj souhlas s kauzou 17. února 1995, zatímco C.C.S. se sešla a 6. června 1995 rovněž hlasovala pro kauzu. Kern byl prohlášen za ctihodného 11. července 1995 poté, co papež Jan Pavel II. potvrdil skutečnost, že Kern vedl příkladný křesťanský život plný hrdinských ctností jak kardinálních, tak teologických.
Vyšetřování zázraku proběhlo v diecézi jeho původu a 20. května 1994 obdržel v Římě potvrzení C.C.S., poté byl 4. července 1996 předán lékařské komisi, která zázrak schválila. Teologové jej schválili také 24. ledna 1997 a kardinálové a biskupové členové C.C.S. se přidali 15. dubna 1997, načež Jan Pavel II. vydal konečné schválení zázraku 7. července 1997.
Jan Pavel II. blahořečil Kerna 21. června 1998 při své apoštolské návštěvě Rakouska.
Stávajícím postulátorem, který je v této kauze pověřen, je kněz Gabriel Wolf.
V Čechách je relikvie bl. Jakuba Kerna uchovávána na hlavním oltáři strahovské baziliky v Praze.

## Odkazy

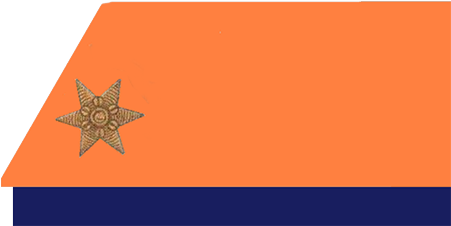
Označení poručíka – jeho hodnost v ozbrojených silách